# 秋津村 (長野県)
秋津村（あきつむら）は長野県下水内郡にあった村。現在の飯山市大字蓮・静間にあたる。

## 地理
- 山：斑尾山
- 河川：千曲川

## 歴史
- 1889年（明治22年）4月1日 - 町村制の施行により、蓮村・静間村の区域をもって発足。
- 1954年（昭和29年）8月1日 - 飯山町・柳原村・外様村・常盤村・下高井郡木島村・瑞穂村と合併して飯山市が発足。同日秋津村廃止。

## 交通

### 鉄道路線
- 日本国有鉄道
  - 飯山線
    - 蓮駅

### 道路
- 国道117号

## 出身有名人
- 宮崎市定（東洋史学者）